# 恩康桑巴
恩康桑巴是非洲中西部國家喀麥隆的城市，由濱海省負責管轄，位於該國西部，分別距離首都雅溫得和杜阿拉370公里和145公里，海拔高度826米，是種植棕櫚樹、香蕉和咖啡的中心，2005年人口104,050。

## 外部連結
- MSN Maps[永久]